# 希望の炎
『希望の炎』（きぼうのほのお）は、KREVAの楽曲で初のソロシングル。

## 概要
インディーズレーベル・BUGER INN RECORDSよりリリース。リリース日は2004年6月18日（当日はKREVAの28歳の誕生日）。
KREVAのソロアーティストとしての決意表明とも言える楽曲。
生産枚数は10908枚（イチバンクレバ）限定、値段は908円。
CD EXTRAとして後に発売されたKREVAの1stスタジオ・アルバム『新人クレバ』の全曲解説が収録。
夏フェスなどではその他のシングルに比べ、本曲を披露することは比較的少なく、披露されるのは大舞台が多い。「KREVA TOUR2006 愛・自分博～国民的行事～」、「KREVA CONCERT TOUR'07意味深」、「KREVA CONCERT TOUR'07 K-ing Special」日本武道館2日目、COUNTDOWN JAPAN 07/08などで披露された。特に「意味深」「K-ing Special」ではビートから何から何まで全てKREVAが一から曲を作り上げるパフォーマンスを行った。

## 収録曲
1. 希望の炎
  - 作詞・作曲・編曲：KREVA
2. '1st album SELF LINERNOTES' (CD-EXTRA)